# Ragacsos rizs

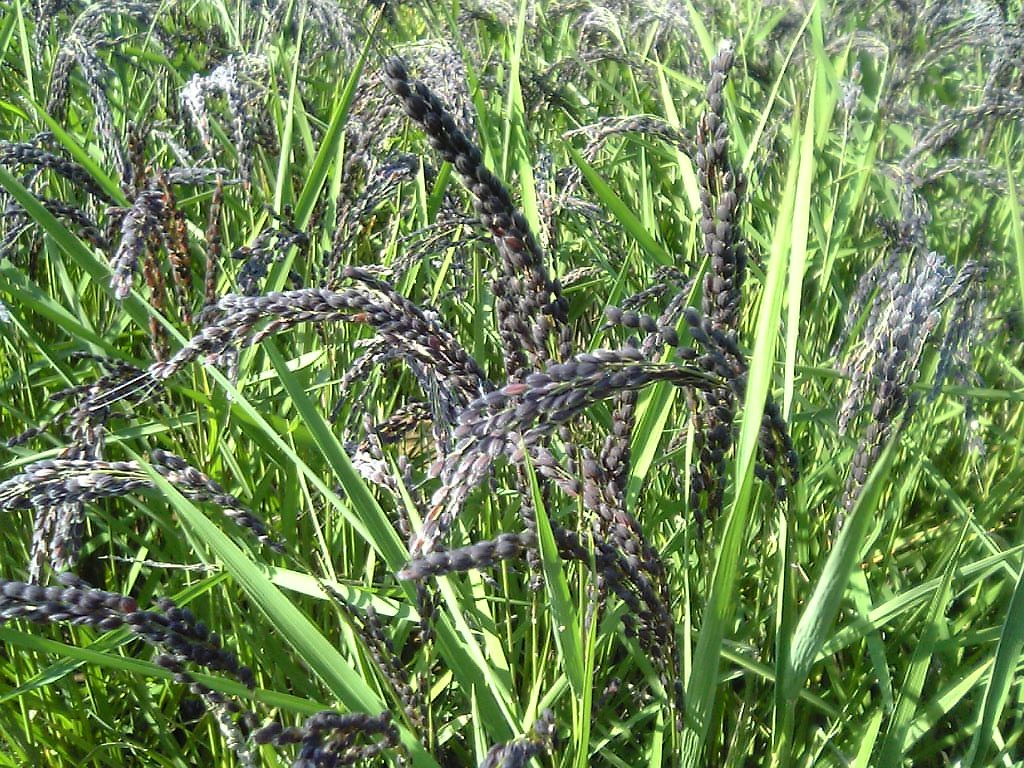
Oryza sativa var. glutinosa

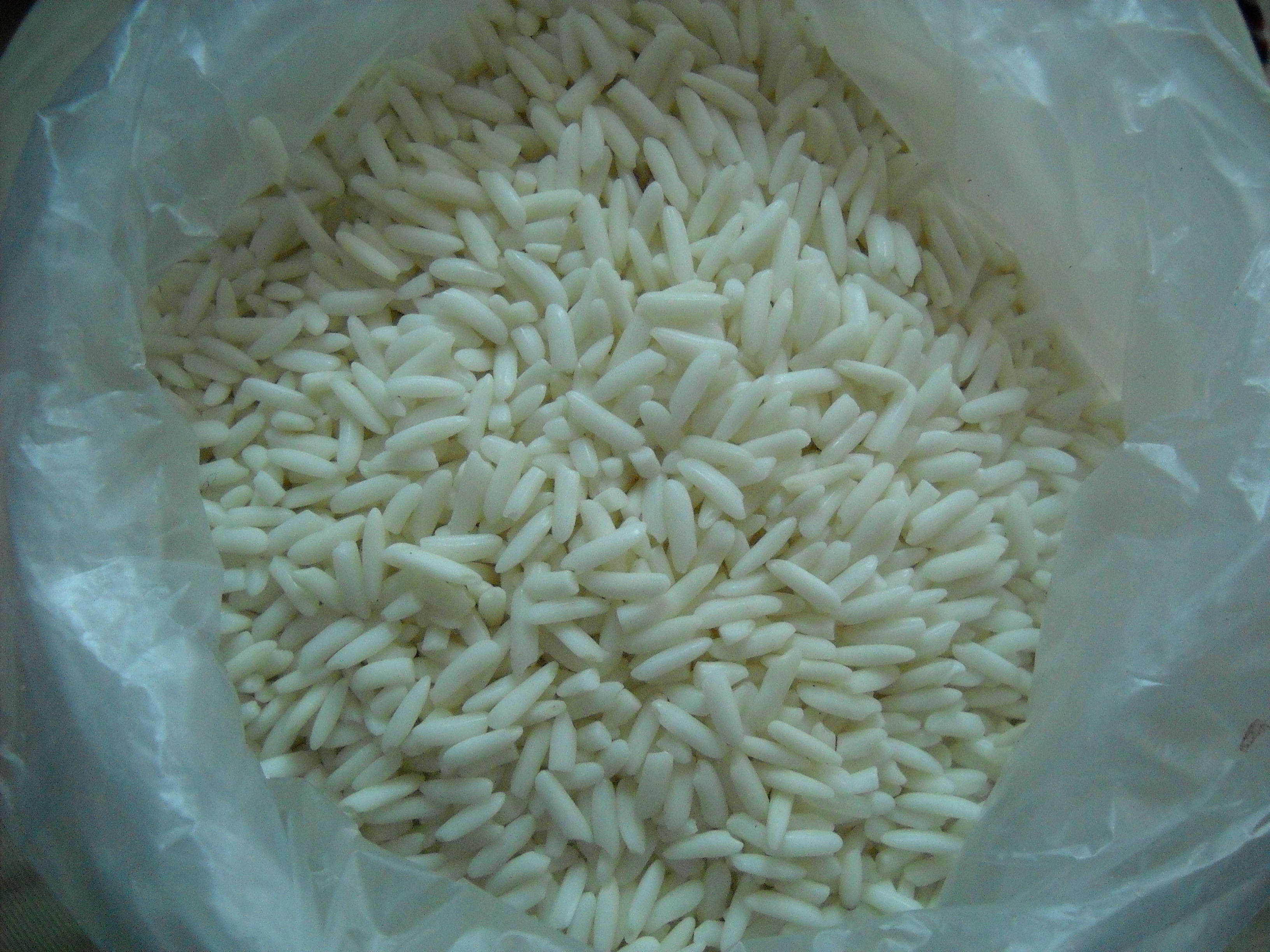
Indonéz ragacsos rizs nyers állapotban

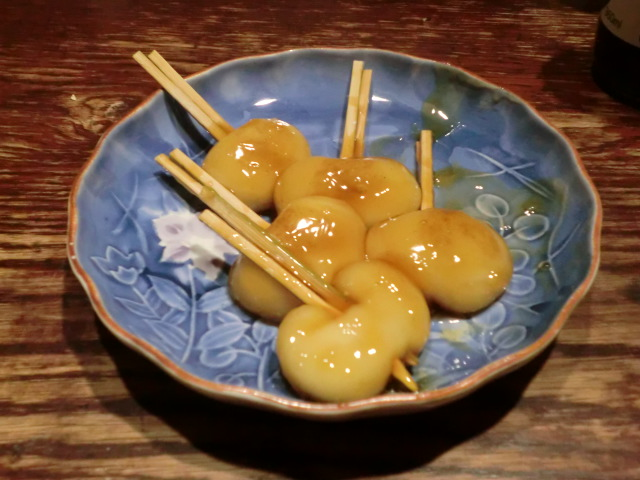
Jambo Mochi

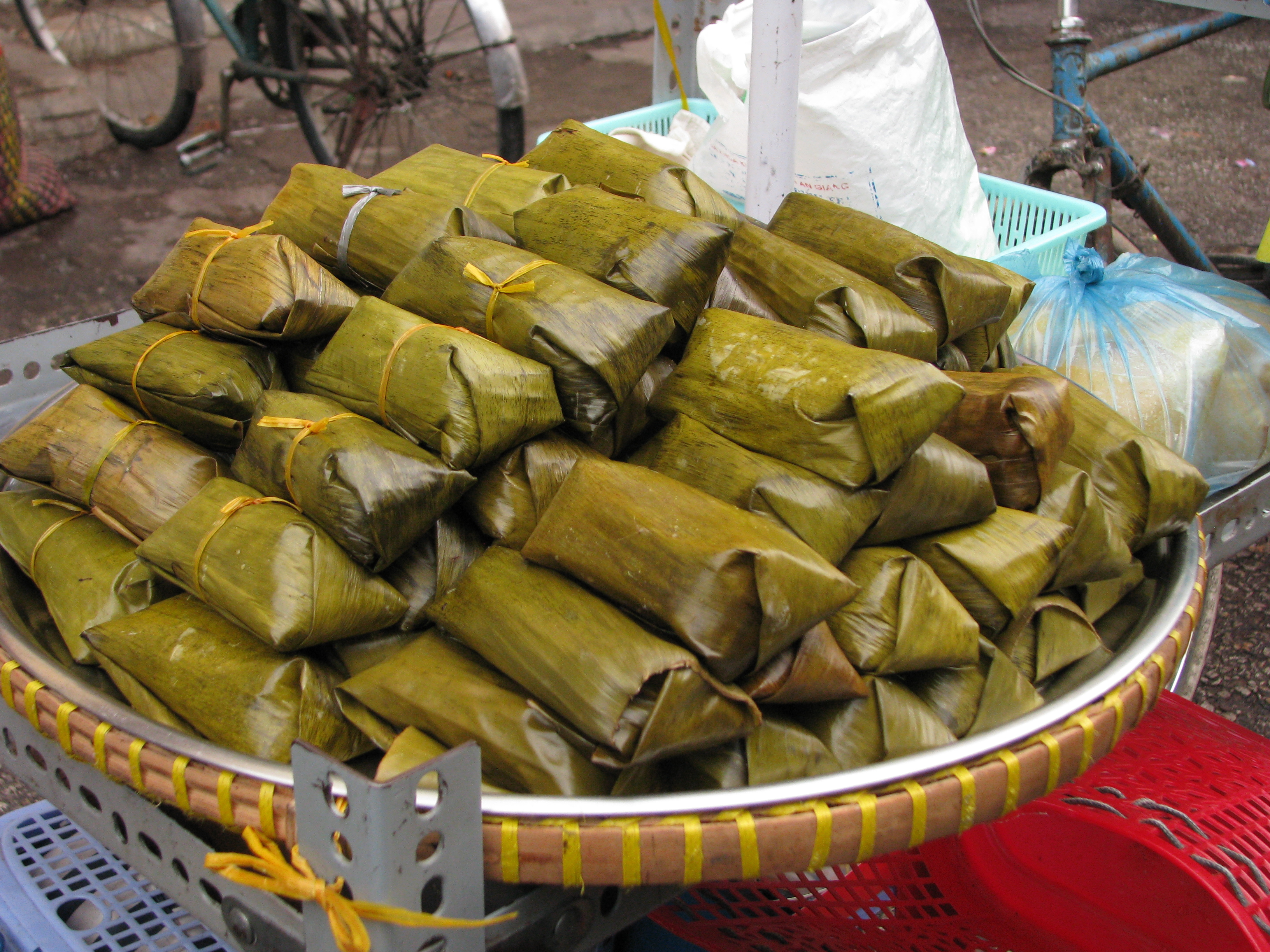
Ragacsos rizs banán levelekbe csomagolva egy vietnámi piacon

A ragacsos rizs (Oryza sativa var. glutinosa) rövidszemű rizsfajta, mely Délkelet-Ázsiában a táplálkozás elengedhetetlen része. Az angolul „sticky rice”, „glutinous rice” illetve „sweet rice” nevet viselő fajtából hiányzik az amilóz, ettől főzéskor a szemek összetapadnak, innen kapta a nevét. Kínában már mintegy 2000 éve termesztik. Fontos részét képezi a kínai, japán, koreai, thai, laoszi és kambodzsai gasztronómiának. Sütemények, édességek készítéséhez is felhasználják, de alkoholos italokat is készítenek belőle. A japán újévi tradícióhoz hozzátartozik a ragacsos rizsből készült mocsi fogyasztása. A nyalánkság néha halálos baleseteket is okoz, mert az áldozatoknak a torkán akad a nyúlós, ragadós süti.

## Elnevezései
- kínai nyelv: 糯米, nuomi
- japán nyelv: もち米, mocsigome („mocsirizs”)
- koreai nyelv: 찹쌀, cshapsszal
- lao nyelv: ເຂົ້າໜຽວ, khao niao
- Indonézia: ketan
- thai nyelv: ข้าวเหนียว, khao niao
- vietnámi nyelv: gạo nếp
- Fülöp-szigetek: malagkit
- Mianmar: kao hnyin